# Iwan Stepanowitsch Mischtschenko
Iwan Stepanowitsch Mischtschenko (russisch Иван Степанович Мищенко; * 11. Mai 1961 in Leningrad) ist ein ehemaliger sowjetischer Radrennfahrer.
Mischtschenko begann 1970 mit dem Radsport. Nach seinem Erfolg bei der Bahnweltmeisterschaft 1978 kam er 1979 nach Kuibyschew und wurde von Wladimir Petrow für den Straßenradsport im dortigen Verein SKA Kuibyschew trainiert.
1981 bei der Friedensfahrt konnte er einen Tagessieg herausfahren, vier Etappen lang das gelbe Trikot des Spitzenfahrers tragen und schließlich den dritten Platz in der Einzel-Gesamtwertung belegen. Die Sowjetunion gewann mit ihm den Mannschaftstitel. Weitere Siege folgten. 1982 wurde er mit der Palmes d’or Merlin Plage als bester Amateur durch die Union Cycliste International (UCI) geehrt.

## Palmarès
| Jahr | Erfolg | Erfolg        | Rennen                                                  |
| ---- | ------ | ------------- | ------------------------------------------------------- |
| 1978 | Sieger | Sieger        | Bahnradsport-Weltmeisterschaften, Mannschaftsverfolgung |
| 1980 | Sieger | 11. Etappe    | Milk Race                                               |
| 1980 | Sieger | Gesamtwertung | Milk Race                                               |
| 1981 | Sieger | 2. Etappe     | Friedensfahrt                                           |
| 1981 | 3.     | Gesamtwertung | Friedensfahrt                                           |
| 1982 | Sieger | Sieger        | Circuit Cycliste Sarthe                                 |
| 1982 | Sieger | Sieger        | Giro delle Regioni                                      |
| 1982 | Sieger | Sieger        | Sotschi-Rundfahrt                                       |